# 奈落の青空
『奈落の青空』（ならくのあおぞら、Are These Our Children?）は、1931年に公開されたアメリカ合衆国の映画。監督はウェズリー・ラッグルズ。出演はエリック・リンデンなど。
日本では、1966年10月22日にTBSテレビで『これが若者だ』（これがわかものだ）の題でテレビ放映された。

## キャスト
※日本語吹替はテレビ版
- エディ: エリック・リンデン（英語版）（吹替: 井上真樹夫）
- エディの祖母: ベリル・マーサー（英語版）
- ボビー: ビリー・バット
- メアリー: ロシェル・ハドソン（英語版）
- ハイニー: ウィリアム・オーラモンド（英語版）
- フロー: アーリン・ジャッジ（英語版）
- ギグルズ: ロバータ・ゲイル（英語版）
- ダンベル: メアリー・コーンマン（英語版）
- ニック: ベン・アレクサンダー
- ベニー: ロバート・カーク

## スタッフ
- 監督・原作: ウェズリー・ラッグルズ（英語版）
- 製作: ウィリアム ルバロン（英語版）
- 脚本: ハワード・エスタブルック（英語版）
- 撮影: レオ・トーヴァー
- 編集: ウィリアム・ハミルトン（英語版）
- 作曲: マックス・スタイナー